# Vla

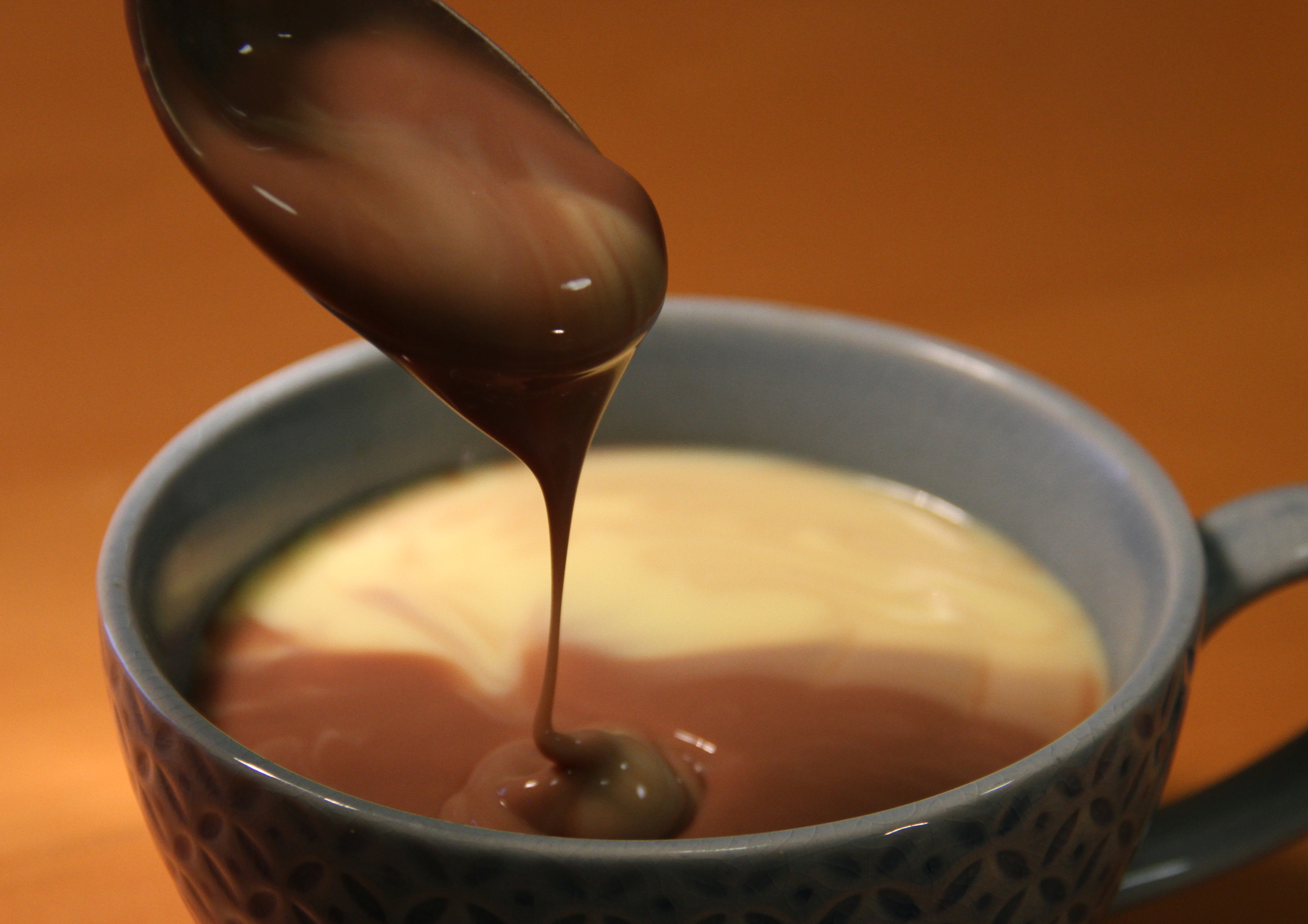
Egy bögre vla (a sötét rész csokoládé, a világos vanília ízű)

A vla (kiejtéseⓘ) holland tejtermék, édes ivópuding. Állagában a joghurtra hasonlít, csak nem fehér színű, mivel tojás, cukor, keményítő és ízesítőanyag is van benne. Többek között vaníliás, csokoládés, banános és karamellízesítéssel is készül. Hollandiában az élelmiszerboltokban kapható literes dobozos kiszerelésben. Öntetként vagy csak úgy magában is fogyasztható. Hűtve tárolandó.